# Elezioni parlamentari in India del 2019
Le elezioni parlamentari in India del 2019 si sono tenute dall'11 aprile al 19 maggio per il rinnovo della Lok Sabha. In seguito all'esito elettorale, Narendra Modi, espressione del Bharatiya Janata Party, è stato confermato Primo ministro.
Il conteggio dei voti è stato condotto il 23 maggio e nello stesso giorno sono stati dichiarati i risultati. Circa 900 milioni di cittadini indiani sono chiamati alle urne in una delle sette fasi di voto a seconda della regione.
Le elezioni hanno visto la riconferma del Primo ministro Narendra Modi e del suo partito, il BJP, che ha aumentato i seggi in parlamento
Contemporaneamente alle elezioni parlamentari, si sono tenute le elezioni dell'Assemblea legislativa negli stati di Andhra Pradesh, Arunachal Pradesh, Odisha e Sikkim.